# Bill Bolling
Pour les articles homonymes, voir Bolling.
William « Bill » Troy Bolling, né le 15 juin 1957, à Sistersville en Virginie-Occidentale, est un homme politique américain membre du Parti républicain, notamment lieutenant-gouverneur de Virginie entre 2006 et 2014.